# Wardner
Wardner – miasto w Stanach Zjednoczonych, w stanie Idaho, w hrabstwie Shoshone.